# アイザック・アシモフの科学と発見の年表
『アイザック・アシモフの科学と発見の年表』（あいざっくあしもふのかがくとはっけんのねんぴょう）は、アイザック・アシモフの著作。
原著は "Asimov's Chronology of Science and Discovery"。1989年に Harper and Row から出版。日本では丸善から1992年に翻訳出版された（この年アシモフが死去）。訳者は小山慶太と輪湖博。
紀元前400万年から1988年に至る人類の科学発見史を記する（邦訳の1989年から1992年までは訳者の補遺）。
アシモフは、科学史のライターとしても『科学技術人名事典』『化学の歴史』『生物学の歴史』『科学の壁をやぶった人たち』『科学発見シリーズ 1-20』など多数の著作がある。
この『科学と発見の年表』は、自然科学全分野の発見史から1570項目をあげ、それぞれを解説した、アシモフの科学史著作の集大成といえる。日本語版でも500ページを超え、1ページに平均3項目となる。

## 各時代・分野別の発見
発見を11分野に分けた場合の各時代と発見項目数は、およそ次のようになる。
| 時代        | 全分野 | 発明 | 物理学 | 化学 | 天文学 | 地理学 | 生物学 | 医学 | 数学 | 地球科学 | 歴史学 | 宇宙開発 |
| ----------- | ------ | ---- | ------ | ---- | ------ | ------ | ------ | ---- | ---- | -------- | ------ | -------- |
| B.C.7C以前  | 45     | 30   | 1      | 8    | 3      |        | 1      | 1    | 1    |          |        |          |
| B.C.6-1世紀 | 38     | 9    | 2      | 2    | 8      | 2      | 3      | 4    | 4    | 3        | 1      |          |
| 1-14世紀    | 51     | 23   | 3      | 6    | 5      | 7      | 1      | 2    | 3    | 1        |        |          |
| 15世紀      | 15     | 4    |        |      | 1      | 6      |        | 2    | 1    | 1        |        |          |
| 16世紀      | 45     | 6    | 4      | 2    | 6      | 14     | 2      | 3    | 6    | 1        | 1      |          |
| 17世紀      | 94     | 5    | 19     | 7    | 21     | 5      | 12     | 8    | 10   | 7        |        |          |
| 18世紀      | 151    | 19   | 18     | 39   | 18     | 12     | 18     | 11   | 3    | 12       | 1      |          |
| 19世紀前半  | 159    | 22   | 23     | 49   | 16     | 5      | 18     | 9    | 9    | 6        | 2      |          |
| 19世紀後半  | 250    | 25   | 55     | 61   | 26     | 4      | 34     | 30   | 8    | 4        | 3      |          |
| 20世紀前半  | 385    | 18   | 101    | 59   | 51     | 2      | 76     | 51   | 6    | 15       | 3      | 3        |
| 20世紀後半  | 231    | 10   | 54     | 22   | 51     |        | 34     | 23   |      | 13       |        | 24       |

多くの項目が選ばれた分野は、14世紀までは試行錯誤による発明、15,16世紀は地理上の発見、17世紀は天文学、18,19世紀は化学、20世紀は物理学といえる。

## 発見項目が多い科学者
ガリレオ・ガリレイ
振り子 / 落体 / 温度計 / 天の川 / 月 / 木星 / 金星 / 太陽黒点 / 科学と宗教 / 光の速度

アイザック・ニュートン
光のスペクトル / 反射望遠鏡 / 微積分法 / 光波 / 運動法則 / 万有引力 / 地球の形

エドモンド・ハレー
南半球の星 / 気象図 / 生命表 / 科学観測を目的とした航海 / 彗星の軌道 / 日食 / 星の運動

アントワーヌ・ラヴォアジエ
定量化学 / 燃焼 / ダイヤモンド / 酸素 / 呼吸と燃焼 / 化学命名法 / 質量保存則

ウィリアム・ハーシェル
天王星 / 連星 / 火星の自転軸の傾き / 太陽の運動 / 火星の氷冠 / 星団と星雲 / 銀河 / 衛星 / 赤外線 / 小惑星

ハンフリー・デービー
酸化窒素 / ナトリウムとカリウム / 塩素 / ヨウ素 / 白金の触媒作用 / 電灯

イェンス・ベルセリウス
セリウム / 触媒 / 化学記号 / （有機化合物の）偏光面 / セレン / 原子量 / 比熱 / 異性体 / ケイ素 / トリウム

マイケル・ファラデー
電気力による運動 / 気体の液化 / 発電機 / 電気分解の法則 / 永久ガス

ルイ・パスツール
酒石酸結晶の非対称性 / パスツール殺菌法 / 生命の自然発生説 / 細菌病因説 / 炭疽熱のワクチン / 狂犬病

トーマス・エジソン
株式相場表示機 / 電話 / 蓄音機 / 電灯 / エディソン効果 / 活動写真

アルバート・マイケルソン
干渉計 / 光の速度 / マイケルソン＝モーリーの実験 / 恒星の直径 / 光の速度

アーネスト・ラザフォード
アルファ線とベータ線 / 放射性崩壊系列 / アルファ粒子 / 核原子 / 陽子 / 原子核反応

アルバート・アインシュタイン
特殊相対論 / 質量-エネルギー / 光電効果と量子 / ブラウン運動と原子の大きさ / 一般相対性理論 / ボース-アインシュタイン統計

エンリコ・フェルミ
フェルミ-ディラック統計 / ニュートリノ / 中性子照射 / 弱い相互作用 / 核反応炉

ロバート・バーンズ・ウッドワード
キニーネの合成 / ステロイドの合成 / ストリキニン合成 / 葉緑素の合成 / ビタミンB12の合成

## 訳者の小山による言及
小山慶太『「アイザック・アシモフの科学と発見の年表」の思い出』學鐙 丸善創業150周年記念特別号